# Ecitophora varians
Ecitophora varians är en tvåvingeart som beskrevs av Borgmeier 1960. Ecitophora varians ingår i släktet Ecitophora och familjen puckelflugor. Inga underarter finns listade i Catalogue of Life.